# Lijst van beschermd erfgoed in de gemeente Walferdange
In deze lijst van beschermd erfgoed in de gemeente Walferdange zijn alle geclassificeerde nationale monumenten van de Luxemburgse gemeente Walferdange opgenomen.

## Monumenten per plaats

### Helmsange
| Object              | Bouwjaar/architect | Locatie | Datum beschermd?      | Coördinaten                  | Afbeelding |
| ------------------- | ------------------ | ------- | --------------------- | ---------------------------- | ---------- |
| Kasteel Walferdange |                    |         | 28 november 1979 (IS) | 49° 39' 38" NB, 6° 7' 60" OL |            |

### Walferdange
| Object                          | Bouwjaar/architect | Locatie                             | Datum beschermd?     | Coördinaten | Afbeelding |
| ------------------------------- | ------------------ | ----------------------------------- | -------------------- | ----------- | ---------- |
| Gebouw genaamd «maison Dufaing» |                    | rue Josy Welter/place des Martyrs 1 | 29 januari 2010 (MN) |             |            |

## Bron
- Liste des immeubles et objets classés monuments nationaux ou inscrits à l'inventaire supplémentaire